# 敘爾茨河
50°51′6.69″N 7°12′49.19″E / 50.8518583°N 7.2136639°E

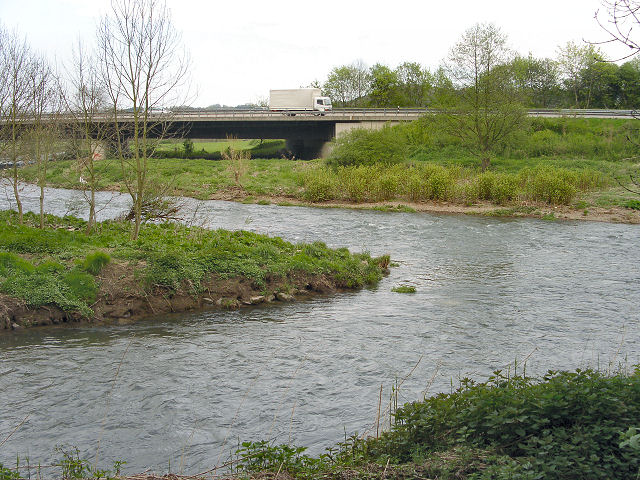

敘爾茨河（德語：Sülz），是德國的河流，位於該國西部，處於北萊茵-威斯特法倫州，屬於阿格河的右支流，河道全長49公里，流域面積245平方公里。